# Kira Lewis
Kira Aundrea Lewis Jr (ur. 6 kwietnia 2001 w Meridianville) – amerykański koszykarz, występujący na pozycji rozgrywającego, od 2024 zawodnik Utah Jazz.
17 stycznia 2024 został wymieniony do Indiany Pacers. Następnie trafił do Toronto Raptors, którzy przypisali go do zespołu G-League Raptors 905. 8 lutego 2024 został wytransferowany do Utah Jazz.

## Osiągnięcia
Stan na 13 marca 2024, na podstawie, o ile nie zaznaczono inaczej.
NCAA
- Zaliczony do I składu:
  - SEC (2020)
  - najlepszych pierwszorocznych zawodników SEC (2019)
- Zawodnik kolejki SEC (27.01.2020, 17.02.2020)
- Najlepszy pierwszoroczny zawodnik kolejki SEC (10.12.2018)

Reprezentacja
- Mistrz świata U–19 (2019)